# Upside Down; or, The Human Flies
Upside Down; or, the Human Flies ist ein britischer Stummfilm. Der 76 Sekunden lange Fantasyfilm wurde erstmals im September 1899 aufgeführt. 

## Handlung
Eine Gruppe von fünf Erwachsenen befindet sich in einem Zimmer. Zwei Bilder, Vorhänge, eine Lampe sowie ein Kamin lassen vermuten, dass es sich um ein Wohnzimmer handeln soll. Eine der Personen ist ein Zauberer, der seine Zuschauer durch Kunststücke begeistert. Ein Zylinderhut kann plötzlich fliegen und der Zauberer verschwindet vor den Augen seiner Zuschauer. Plötzlich spazieren die verbliebenen vier Personen an der Decke, tanzen und springen dort, während die Zimmereinrichtung in ihrer ursprünglichen Position verbleibt. 

## Allgemeine Informationen
Der Film ist eines der ersten Werke des Special-Effects-Pioniers W.R. Booth. Durch  das Drehen der Kamera um 180° lässt er den Eindruck entstehen, als könnten seine Darsteller an der Decke spazieren. Im Jahre 1968 verwendete Stanley Kubrick diesen Effekt, als er in 2001: Odyssee im Weltraum eine Stewardess an der Decke entlang laufen ließ.